# Kudna
Kudna (arab. كدنة) – nieistniejąca już arabska wieś, która była położona w Dystrykcie Hebronu w Mandacie Palestyny. Wieś została wyludniona i zniszczona podczas I wojny izraelsko-arabskiej, po ataku Sił Obronnych Izraela 23 października 1948.

## Położenie
Kudna leżała w górzystej okolicy na pograniczu Szefeli z Judeą, w odległości 25 km na północny zachód od miasta Hebron. Według danych z 1945 do wsi należały ziemie o powierzchni 15 744 ha. We wsi mieszkało wówczas 450 osób.
| Własność gruntów | Powierzchnia gruntów (hektary) |
| ---------------- | ------------------------------ |
| Arabowie         | 11 607                         |
| Żydzi            | 0                              |
| publiczne        | 4 137                          |
| Razem            | 15 744                         |

| Rodzaj użytkowanych gruntów | Arabowie [ha] | Żydzi [ha] |
| --------------------------- | ------------- | ---------- |
| uprawy oliwek               | 670           | 0          |
| uprawy nawadniane           | 825           | 0          |
| uprawy zbóż                 | 6 505         | 0          |
| nieużytki                   | 8 399         | 0          |
| zabudowane                  | 15            | 0          |

## Historia
W czasach krzyżowców pośrodku wsi wybudowano zamek obronny nazywany Kidna.
W okresie panowania Brytyjczyków Kudna była niewielką wsią.
Podczas I wojny izraelsko-arabskiej w maju 1948 wieś zajęły wojska egipskie. We wsi stacjonowały siły arabskich ochotników z Arabskiej Armii Wyzwoleńczej i egipskiego Bractwa Muzułmańskiego. W końcowej fazie operacji „Jo’aw” w nocy z 22 na 23 października wieś zajęli Izraelczycy. Przed przybyciem izraelskich żołnierzy większość mieszkańców uciekła. Ci, którzy pozostali, zostali zmuszeni do opuszczenia wioski, a następnie wyburzono wszystkie jej domy.

## Miejsce obecnie
Na gruntach należących do Kudny powstał w 1957 kibuc Bet Nir.
Palestyński historyk Walid Chalidi, tak opisał pozostałości wioski Kudna: „Domy zostały zrównane z ziemią i ich szczątki są ukryte przez dziką roślinność. Można dostrzec kamienie, które służyły jako ogrodzenia przydomowych ogrodów”.